# بريمو كارنيرا
بريمو كارنيرا (بالإيطالية: Primo Carnera)‏ مواليد 26 أكتوبر 1906 في إيطاليا - الوفاة 29 يونيو 1967 في إيطاليا، كان ملاكم إيطالي سابق صنّف ضمن فئة الوزن الثقيل.

## إحصائيات
خاض خلال مسيرته 103 نزالا، فاز في 89 وتعادل في 0 وخسر في 14. فاز بالضربة القاضية في 72 نزالا.

## روابط خارجية
- بريمو كارنيرا على موقع IMDb (الإنجليزية)
- بريمو كارنيرا على موقع الموسوعة البريطانية (الإنجليزية)
- بريمو كارنيرا على موقع أول موفي (الإنجليزية)
- بريمو كارنيرا على موقع قاعدة بيانات الأفلام السويدية (السويدية)
- بريمو كارنيرا على موقع قاعدة بيانات الفيلم (الإنجليزية)
- بريمو كارنيرا على موقع كينوبويسك (الروسية)
- بريمو كارنيرا على موقع بوكس ريك (الإنجليزية) (registration required)
- بريمو كارنيرا على موقع دبليو دبليو إي (الإنجليزية)
- بريمو كارنيرا على موقع CageMatch worker (الإنجليزية)
- بريمو كارنيرا على موقع قاعدة بيانات المصارعة على الإنترنت (الإنجليزية)
- بريمو كارنيرا على موقع عالم المصارعة على الإنترنت (الإنجليزية)
- بريمو كارنيرا على موقع عالم المصارعة على الإنترنت (الإنجليزية)